# Kurze Antworten auf große Fragen
Kurze Antworten auf große Fragen (englischer Originaltitel Brief Answers to the Big Questions) ist ein 2018 veröffentlichtes populärwissenschaftliches Buch, welches von Physiker Stephen Hawking geschrieben wurde. Es war vom 27. Oktober bis zum 23. November 2018 auf Platz 1 der Spiegel-Bestsellerliste.
Da das Buch posthum veröffentlicht wurde, wird es als Hawkings Vermächtnis bezeichnet.

## Inhalt
In Kurze Antworten auf große Fragen wird in jedem Kapitel eine große Frage der Existenz aus Sicht Hawkings beantwortet und gründlich sowie verständlich ausgeführt. Ebenfalls gibt er durch das Buch Handlungsratschläge an die Menschheit. Das Buch richtet sich sowohl an ein Laienpublikum als auch an Experten und erläutert die physikalischen Zusammenhänge in einer teilweise humorvollen Weise zwar recht knapp, stets jedoch anschaulich und bietet so einen ersten Einblick in die zeitgenössische Physik. Es zeigt Stephen Hawkings Gedanken über das Universum und wie die Menschheit handeln sollte.

## Kapitelübersicht
Das Buch ist in zehn wesentliche Kapitel gegliedert, welche mit der jeweiligen Handlungsfrage betitelt werden.
1. Gibt es einen Gott?
2. Wie hat alles angefangen?
3. Gibt es anderes intelligentes Leben im Universum?
4. Können wir die Zukunft vorhersagen?
5. Was befindet sich in einem schwarzen Loch?
6. Sind Zeitreisen möglich?
7. Werden wir auf der Erde überleben?
8. Sollten wir den Weltraum besiedeln?
9. Wird uns Künstliche Intelligenz überflügeln?
10. Wie gestalten wir die Zukunft?